# Godai Tomoatsu
Godai Tomoatsu est un nom japonais traditionnel ; le nom de famille (ou le nom d'école), Godai, précède donc le prénom (ou le nom d'artiste).
Godai Tomoatsu (五代 友厚), né le 12 février 1836 à Kagoshima au Japon et décédé à l'âge de 49 ans le 25 septembre 1885, est un entrepreneur et homme politique japonais de l'ère Meiji. Il fait partie des étudiants du domaine de Satsuma qui furent envoyés étudier au Royaume-Uni en 1865 à une époque où les voyages à l'étranger étaient interdits au Japon.

## Biographie
Natif du domaine de Satsuma (actuelle ville de Kagoshima dans la préfecture du même nom), il est envoyé étudier la technologie et la science navale à la Kaigun Denshujo de Nagasaki. Au début de la guerre anglo-satsuma en 1864, il est nommé capitaine du Tenu Maru mais est fait prisonnier par la marine britannique en même temps que Matsuki Koan lorsque son navire est capturé. Libéré, il est choisi pour faire partie des 15 étudiants envoyés au Royaume-Uni pour étudier à l'University College de Londres malgré la politique isolationniste imposée par le shogunat Tokugawa.

### Période du Bakumatsu (1854-1867)
En 1865, Godai rencontre le marchand britannique Thomas Blake Glover qui dirige l'entreprise de fabrication de machines textiles à Oldham près de Manchester. La visite mène à l'installation d'une filature à Satsuma en 1867, réputée pour être la première usine moderne au Japon. Les ingénieurs de Manchester passent un an à Kagoshima pour superviser la construction, la production et la formation des travailleurs locaux. Ces ingénieurs, surnommés les sept de Manchester, sont connus pour avoir disposé d'une maison blanche pour leur confort et qui est aujourd'hui un musée. Godai visite également la chambre de commerce de Manchester, ce qui mènera à la fondation de la chambre de commerce et d'industrie d'Osaka.
Godai retourne plus tard en Europe pour négocier avec l'entrepreneur Charles Descantons de Montblanc (1832–1893) afin d'établir une collaboration commerciale pour exploiter les ressources naturelles de Satsuma en échange d'armes et de biens manufacturés européens. Cette compagnie de commerce franco-japonaise attire des investissements français vers le domaine de Satsuma et permet de fonder des chantiers navals, des filatures de soie et d'envoyer des étudiants prometteurs de Satsuma étudier à l'étranger. Le domaine de Satsuma participe même en tant que pays indépendant à l'exposition universelle de 1867 à Paris à la consternation des représentants du shogunat. À la même époque, Godai utilise ses contacts pour acheter des navires de guerre récents afin d'armer Satsuma en prévision du conflit à venir pour renverser le shogunat Tokugawa.

### Homme politique
Après la restauration de Meiji de 1868, Godai devient san'yo (conseiller junior) et utilise son expérience à l'étranger pour désamorcer plusieurs incidents provoqués par la xénophobie des anciens samouraï. Il démissionne en 1869 et commence une carrière d'entrepreneur. Basé à Osaka, il crée plusieurs importantes sociétés par actions de commerce international qu'il gère simultanément. Godai fonde ensuite la chambre de commerce d'Osaka ainsi que la bourse d'Osaka. Il participe à la conférence d'Osaka de 1875 pour tenter de créer une fragile coalition de domaines féodaux qui dominera la politique du gouvernement de Meiji à ses débuts.
Godai est plus tard impliqué dans le scandale de la colonisation de Hokkaido en 1881 qui provoque la chute du gouvernement de Kuroda Kiyotaka.